# Håkan Norebrink
Sven Håkan Norebrink (Vreta Kloster, 21 febbraio 1965) è un ex pentatleta svedese.

## Palmarès
In carriera ha conseguito i seguenti risultati:
- Mondiali:

Winterthur 1992: bronzo nel pentathlon moderno staffetta a squadre.